# 101781 Gojira
101781 Gojira è un asteroide della fascia principale. Scoperto nel 1999, presenta un'orbita caratterizzata da un semiasse maggiore pari a 2,5378252 au e da un'eccentricità di 0,1404660, inclinata di 15,31419° rispetto all'eclittica.
L'asteroide è dedicato all'omonimo kaijū, più noto in Occidente come Godzilla.